# Scleronephthya corymbosa
Scleronephthya corymbosa is een zachte koraalsoort uit de familie Nidaliidae. De koraalsoort komt uit het geslacht Scleronephthya. Scleronephthya corymbosa werd in 1971 voor het eerst wetenschappelijk beschreven door Verseveldt & Cohen. 